# آمدئو پومیلیو
آمدئو پومیلیو (ایتالیایی: Amedeo Pomilio؛ زادهٔ ۱۱ فوریه ۱۹۶۷) بازیکن واترپلو اهل ایتالیا است.
وی در مسابقات کشوری و بین‌المللی در مجموع برندهٔ ۱ مدال طلا، ۱ مدال برنز شده‌است.